# Emblemas de Persia

## Antigua Persia

### Periodo aqueménida

Ave persa, emblema aqueménida.

El Imperio aqueménida fue el primer y más extenso imperio de los persas, se extendió por los territorios de los actuales estados de Irán, Irak, Turkmenistán, Afganistán, Uzbekistán, Turquía, Chipre, Siria, Líbano, Israel, Palestina, Grecia y Egipto. Su expansión territorial comenzó, durante el reinado de Ciro II (559-530 a. C.), con la anexión del Reino medo, y alcanzó su máximo apogeo en el año 500 a. C., cuando llegó a abarcar parte de los territorios de los actuales estados de Libia, Grecia, Bulgaria y Pakistán, así como ciertas áreas del Cáucaso, Sudán y Asia Central.
Su existencia concluyó en 330 a. C. cuando el último de los reyes aqueménidas, Darío III, fue vencido por Alejandro Magno.
En Persa antiguo, el término para referirse al "estandarte o pabellón" fue  derafš (persa antiguo drafša-, persa medio  drafš, cognado con el sánscrito  drapsá). 
Jenofonte en Ciropedia (7.1.4) describe la enseña de Artajerjes II en Cunaxa como "un águila dorada, con sus alas desplegadas, transportada en lo alto del largo mástil de una lanza larga". La bandera descrita pudo ser una versión posterior, diferente, de la enseña que pudo utilizar realmente Ciro el Grande. 
Según Heródoto (9.59), cada división de ejército persa tenía su propio estandarte, y "todos los oficiales contaban con pabellones en sus tiendas" (Jenofonte, 8.5.13). Uno de estos estandartes, con forma de placa cuadrada en sotuer, aparece representado en un jarrón griego, una copa de Duris que se conserva en el Museo del Louvre. Un diseño similar se conoce de un disco de bronce de Urartu procedente de Altıntepe. También se han encontrado placas cuadradas semejantes, sostenidas sobre mástiles en seis escenas de los relieves situados en el Salón del Trono en Persépolis.
En el Mosaico de Issos de Pompeya, una copia de época romana de una pintura helenística que se remonta a una fecha cercana al año 320 a. C., también se muestra una versión del estandarte real persa representada como una placa rectangular, posiblemente originalmente de color morado, con un borde rojo oscuro con puntos dorados. En el campo la figura del ave, también dorada, se conserva parcialmente. El "ave persa" se ha interpretado como la representación de un gallo, un águila o un halcón. El "halcón real" de Persia (varəγna) representa la farr o "Gloria", mientras que el águila se asoció con la propia Dinastía aqueménida.
En un azulejo descubierto en Persépolis en 1948 aparece representado un pabellón en miniatura (12 cm²). Esta baldosa está realizada en esmalte azul egipcio y probablemente representa a Horus, pero en un contexto persa sugiere una asociación local con el avéstico varəγna o el águila real de los Aqueménidas.

### Faravahar

Faravahar

Bandera de la Dinastía Pahlaví

Escudo imperial de Irán

El Faravahar es uno de los símbolos más conocidos del zoroastrismo. Consiste en un disco alado, un elemento que posee una larga tradición en el arte y la cultura de Oriente Próximo y Medio. Históricamente, este distintivo está influenciado por el sol alado jeroglifo que aparece en los sellos reales de la Edad de Bronce (del luvita Sol Suus, simbolizando "poder real" en particular).
Debido a que esta señal aparece por vez primera en inscripciones reales, se cree que puede representar la "divina gloria real" (khvarenah), el Fravashi personal del rey o el mandato divino, que es el fundamento de la autoridad real. A partir del reinado de Darío I incorporó una figura humana entre las alas, que se piensa que podría ser una representación del propio Darío.
Durante el Imperio nuevo asirio o neoasirio, se comenzó a representar un busto, el "arquero con la túnica emplumada" que se ha interpretado como una posible representación de Ashur.
Este distintivo religioso-cultural fue recuperado por la Dinastía Pahlaví como un elemento característico de la nación iraní. Después de la Revolución de 1979, continúa utilizándose por parte del nacionalismo iraní.

### Periodo sasánida
El Imperio sasánida (en persa medio: , Erānšahr o Iranšæhr; "Dominios de los iranios" en español) es el nombre que recibe el segundo Imperio persa durante su cuarta dinastía irania (226-651). La dinastía sasánida fue fundada por Ardacher I tras derrocar al último rey arsácida y terminó cuando el último Shahanshah (Rey de reyes) sasánida Yazdgerd III (632-651) fue derrotado por el primero de los califatos islámicos. 

#### Derafsh Kaviani

Derafsh Kaviani, el estandarte sasánida (224-651).

El Derafsh Kāviān o Derafsh Kaviani, (en pahlavi: Drafš-ī Kāvayān‎, Persa moderno: درفش کاویانی Derafš-e Kāviān) fue la enseña real (vexiloide) de los monarcas sasánidas. Este pabellón también es llamado "Estandarte de Jamshid" (Drafš-e Jamshid), el "Estandarte de Fereydun" (Drafš-e Freydun), o simplemente "Estandarte real" (Drafš-e Kayi).

Consistió en un rectángulo de cuero cubierto con una fina capa de seda adornada 

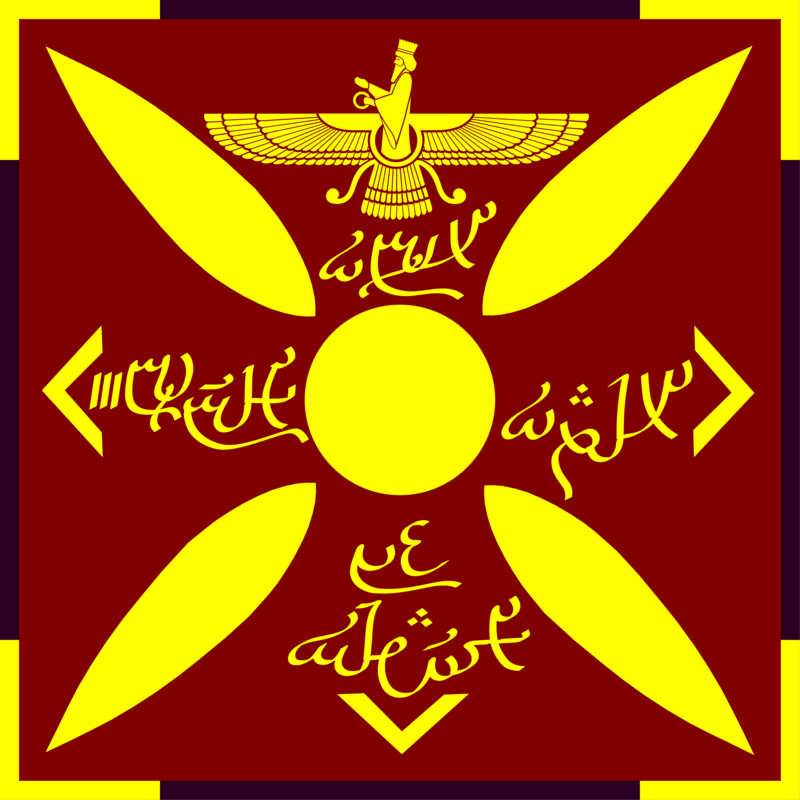
Variación del Derafsh Kaviani.

con piedras preciosas que formaban una estrella de cuatro puntas con forma de aspa. Las puntas indicaban las cuatro esquinas (puntos cardinales) del mundo. Esta es la misma estrella es denominada  Akhtare Kaviani ("la estrella de Kaviani") por Ferdousí en la épica  Shahnameh (Libro de los Reyes). Se han podido conocer sus colores: escarlata, amarillo y magenta. Esta bandera desapareció después de la conquista musulmana.

#### Simurgh

Simurg, emblema real sasánida

El Simurg (del persa: سیمرغ [sɪmorγ]), también escrito como simurgh, simorgh, simoorg o simourv, es una criatura voladora de carácter mítico y benevolente perteneciente a la cultura iraní. Esta figura fue adoptada como emblema de los monarcas sasánidas. Se le ha comparado con otros animales míticos semejantes como el ave fénix Se pueden encontrar referencias literarias o manifestaciones artísticas durante todos los periodos históricos del Gran Irán.

## Irán moderno (1500-1932)

Emblema de Persia (1846–1907).

Escudo de Persia (1907–1925).

El León y el Sol (Persa: شیر و خورشید, Šir o Xoršid) ha sido uno de los símbolos más conocidos de Irán, entre 1846 y 1980 apareció representado en la bandera nacional y se utilizó como escudo de sus soberanos y, por extensión, de aquel país. Ilustra las tradiciones iraníes antiguas y modernas, se convirtió en uno de los emblemas persas más populares durante el siglo XII. La divisa del León y el sol se basa en gran parte en prácticas astronómicas y astrológicas: el antiguo símbolo del sol en la Casa de Leo.

Escudo con los Pahlaví (1926). Desde 1932 su uso se limitó a la bandera y algunos distintivos militares.

Variante tardía del escudo imperial que coexistió con la versión adoptada en 1932.

Esta insignia se utilizó antes de 1846 con un significado que varió a lo largo del tiempo. En un primer momento, fue símbolo zodiacal y astrológico. Bajo los safavíes y primeros monarcas Qajar, recibió una interpretación específicamente chiita.
Durante el periodo safávida el León y el Sol simbolizaron los dos pilares de la sociedad, estado y religión. Ismail I, el primero de los safávidas, utilizó una enseña de color verde con un círculo dorado que representaba a la luna llena. En 1524 Tahmasp I sustituyó en sus banderas, que continuaron siendo verdes, la luna llena por la figura de una oveja situada delante del sol. En 1576 Ismail II utilizó por vez primera el León y el Sol, bordados en oro. La señal citada se convirtió en el emblema nacional durante la era de Qajar y durante el siglo XIX, visitantes europeos de la corte de Qajar consideraron que el León y el Sol se remontaba a antigüedad remota y desde aquel momento adquirió una interpretación nacionalista.
Durante el reinado de Fath Alí Sah y sus sucesores inmediatos el motivo fue objeto de algunos cambios substanciales que afectaron al diseño del león y del sol. También se introdujo la representación de la Corona Quajar, en la parte superior, para representar a la monarquía. Desde entonces en su simbología, aunque fue objeto de algunos cambios, se acentuó el componente islámico. El león se convirtió en metáfora de la Alí, como héroe preparado para proteger al país frente a sus enemigos, y posteriormente, recuperó su antiguo significado, como el símbolo de la realeza. El sol recibió varios significados destacando entre ellos Jamshid, el mítico monarca persa, o la propia patria.
Los numerosos significados atribuidos a la Divisa del León y el Sol a lo largo de la historia contribuyeron enriquecer la identidad nacional persa. Después de la Revolución constitucional de 1906, el Parlamento adoptó una nueva bandera y un escudo con un nuevo diseño. También durante el siglo XX, algunos políticos y eruditos sugirieron que este emblema debía ser sustituido por otros símbolos como el Derafsh Kaviani. El León y el Sol continuó siendo el símbolo oficial de Irán hasta la Revolución de 1979, momento en el que se decidió retirarlo de los espacios públicos y sedes gubernamentales, siendo sustituido por la el escudo actual iraní.

## Estado Imperial de Irán (1932-1979)

Escudo de armas Imperial de Irán

Escudo de Irán (1979–1980)

En 1932, siete años después de la creación del Estado Imperial de Irán, Reza Pahlaví fundó la Orden de Pahlaví con el distintivo oficial de la dinastía, el Monte Damavand representado junto al sol naciente, situado en el medallón de la divisa y la placa de la orden. Se aprovechó este acontecimiento para aprobar una nueva versión del escudo en la que se reunieron varios símbolos nacionales iraníes con los dinásticos  de la Casa Pahlaví: el León y el Sol, el Faravahar, la Zulfiqar (una espada legendaria de la que se cree que fue un regalo de Mahoma a su yerno y primo Alí), el Simurgh y el blasón familiar de los Pahlaví situado sobre los anteriores en el centro. En la parte superior del escudo de armas se colocó una representación de la nueva Corona Pahlaví, creada en 1926 para la coronación de Reza Pahlaví, y se incorporó el collar de la recién creada Orden de Pahlaví rodeando el escudo propiamente dicho. En los adornos del escudo también se introdujeron dos leones con cimitarras como soportes heráldicos y se pudo leer, escrito en una cinta, el lema imperial: "Mara dad farmud va Khod Davar Ast" ("El me dio el poder de mandar y Él es el juez" o, alternativamente, "me dio poder al comando y es el juez"). 
En 1971, al conmemorarse los 2.500 años del Imperio persa, se modificaron algunos detalles de las armerías imperiales que afectaron sus colores ya que el azul heráldico Azur y el oro fueron los colores de la última casa reinante. También se introdujo un nuevo estandarte personal del sah que consistió en un paño de color azul claro o celeste con la bandera nacional en el cantón superior izquierdo y el escudo imperial de los Pahlaví en el centro. Como tercera novedad se creó una variante de las armas imperiales que coexistió con el escudo vigente y en la que, junto a la corona, se mostró la figura de un ave bicéfala sobre una cinta de gran tamaño. Esta variante se incorporó en un estandarte idéntico al descrito.
En 1979, a raíz de producirse el derrocamiento de la dinastía Pahalaví, el Gobierno interino recuperó el emblema del León y el Sol (sin corona) como escudo nacional. Este penúltimo cambio tuvo lugar un año antes de que se adoptara el emblema vigente en la actualidad.